# Functiewoord
Een functiewoord is in de taalkundige benoeming een woord dat in de eerste plaats een grammaticale functie binnen de constituent heeft. Functiewoorden hebben weinig of geen inhoudelijke betekenis, ze ondersteunen vooral de syntactische structuur van de zin als geheel. Ze staan als zodanig in tegenstelling tot inhoudswoorden.

## Kenmerken
- ze staan vaak aan het begin van een zinsdeel
- ze zijn niet zelden weglaatbaar zonder dat de zin hierdoor aan betekenis inboet.[noten 1]
- ze behoren tot een gesloten woordklasse (bijv. lidwoord, voegwoord, aanwijzend voornaamwoord of adpositie).

Ook hulpwerkwoorden gelden als functiewoord, omdat ze geen nieuwe inhoudelijke dimensie aan de betekenis van de zin toevoegen, in tegenstelling tot zelfstandige werkwoorden.